# Ernst Maschek

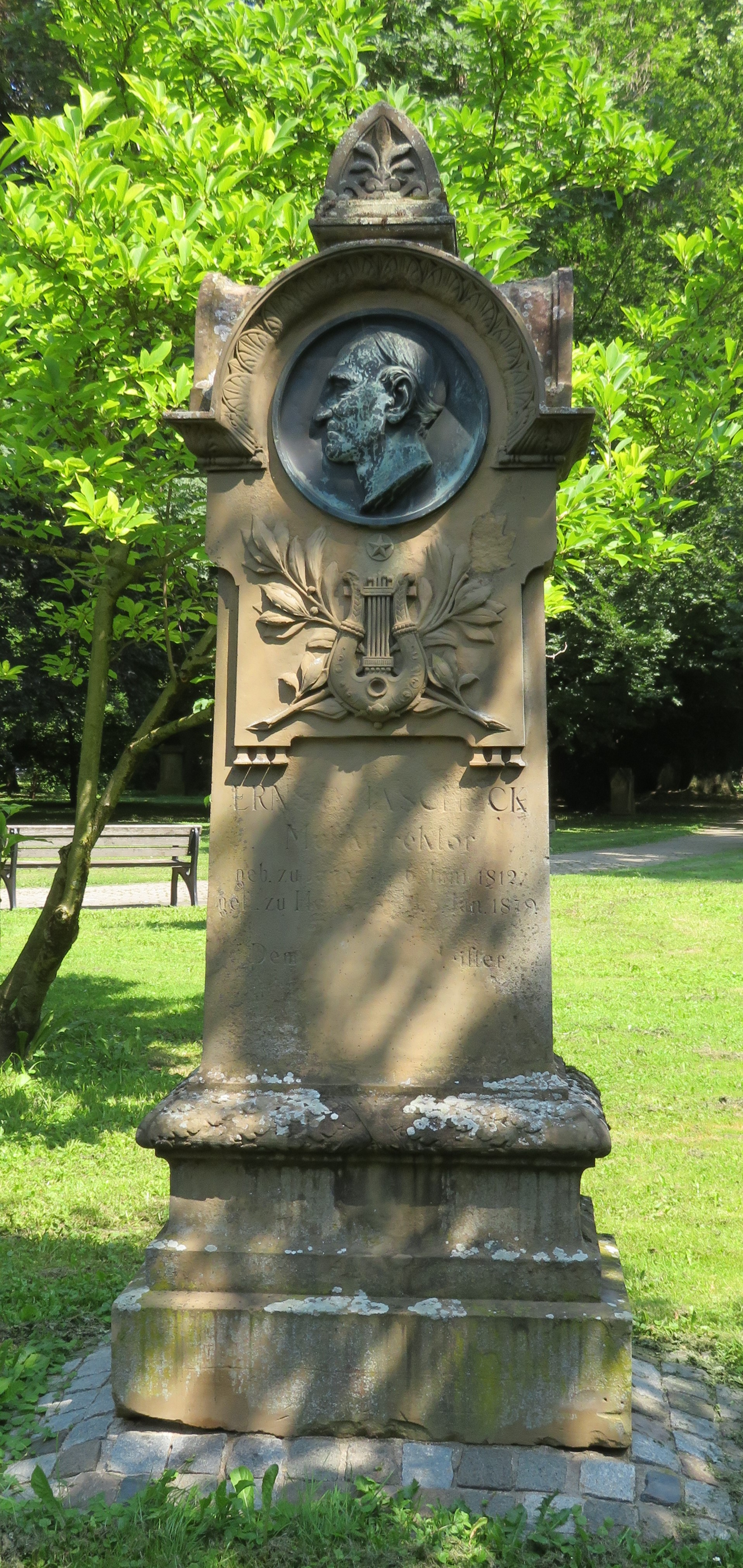
Grabmal von Ernst Maschek im Alten Friedhof in Heilbronn

Ernst Maschek (eigentlich Arnošt Mašek, * 6. Juni 1812 in Jankau, Bezirk Beneschau, Königreich Böhmen; † 4. Januar 1879 in Heilbronn) war Violinvirtuose, Komponist, Musiklehrer und Dirigent. Er leitete ab den 1840er Jahren einige bedeutende Schweizer Musikfeste, bevor er 1854 nach Heilbronn zog, wo er zuletzt Stadtmusikdirektor war.

## Leben
Er studierte am Prager Konservatorium und war danach gefeierter Violinvirtuose, der sich zunächst hauptsächlich in der Schweiz engagierte, wo ihm die Leitung verschiedener Musikfeste angeboten wurde. 1842 hatte er die künstlerische Leitung des Eidgenössischen Musikfests in Lausanne, wo er auch einige Jahre städtischer Musikdirektor war. 1850 leitete er in Genf das Eidgenössische Sängerfest. 1854 zog er nach Heilbronn. Auch dort gelangen Maschek international beachtete Aufführungen. 1856 führte er Mozarts Requiem auf, 1857 Mendelssohns Elias, wofür er Musiker des Karlsruher und Stuttgarter Hoftheaters verpflichtete. Die Neue Wiener Musikzeitung lobte: Daß es Herr Maschek versteht, die Massen zu dirigieren und mit seiner musikalischen Begeisterung zu inspirieren, diese Anerkennung wird ihm keiner versagen. 1858 wurde er Kapellmeister und 1864 Stadtmusikdirektor von Heilbronn. Er trat 1875 in den Ruhestand.
Maschek hat einige eigene Werke komponiert, darunter Vertonungen von patriotischen Schweizer Gedichten sowie von Gedichten Heinrich Heines. Zu den Musikschülern, deren Talent er in Heilbronn entdeckte und förderte, zählen Hugo Heermann und Hugo Faißt.
Sein Grabmal ist im Alten Friedhof in Heilbronn erhalten.